# 最大下界
在数学中，某个集合 X 的子集 E 的下确界(英語： 或 ，记为 inf E )是小于或等于的 E 所有其他元素的最大元素，其不一定在 E 內。所以还常用术语最大下界（简写为 glb 或 GLB）。在数学分析中，实数的下确界是非常重要的常见特殊情况。但這個定义，在更加抽象的序理论的任意偏序集合中，仍是有效的。
下确界是上确界概念的对偶。

## 实数集合的下确界
在数学分析中，实数的子集 S 的下确界或最大下界記为 inf(S)，定义为小于等于在 S 中的所有数的最大实数。如果没有这样的数存在（因为 S 没有下界），则我们定义 inf(S) = −∞。如果 S 是空集，我们定义 inf(S) = ∞（参见扩展的实数轴）。
实数的一个重要性质是，任何實數集都有下确界（实数的任何有界非空子集都在非扩展的实数轴中有下确界）。
例子：
{\displaystyle \inf\{1,2,3\}=1.}
{\displaystyle \inf\{x\in \mathbb {R} :0<x<1\}=0.}
{\displaystyle \inf\{x\in \mathbb {R} :x^{3}>2\}=2^{1/3}.}
{\displaystyle \inf\{(-1)^{n}+1/n:n=1,2,3,\dots \}=-1.}
如果一个集合有最小元素，如同第一个例子，则这个最小元素就是这个集合的下确界。如后三个例子展示的，一个集合的下确界不一定属于这个集合。
下确界的概念和上确界在下列意义下是对偶的
{\displaystyle \inf(S)=-\sup(-S)}，
这里 {\displaystyle -S=\{-s|s\in S\}}。
一般的说，为了证明 inf(S) ≥ A，只需要证明对于所有 S 中的 x 有 x ≥ A。证明 inf(S) ≤ A ，則需：对于任何 ε > 0，都存在 S 中的一个元素 x 使得 x ≤ A + ε（当然，如果 S 有一个元素 x 使 x ≤ A，命題立即成立）。
参见：下极限。

## 在偏序集合内的下确界
下确界的定义容易推广到任何偏序集合的子集上，并在序理论中有重要意義。在序理论，特别是格理论中，最大下界也叫做交（英語：meet)。
形式的说，偏序集合（P，≤）的子集 S 的下确界是 P 的一个元素 l 使得 
1. 对于所有 S 中的 x 有 l ≤ x，
2. 对于任何 P 中的 p，如果对于所有 S 中的 x 都有 p ≤ x, 则 p ≤ l。

如果這樣的元素存在，則其必然唯一，但是它不一定存在。因此已知特定下确界存在的序就特别有价值。详情请参见完備性。